# العروس (جازان)
قرية العروس، وهي إحدى قرى منطقة جازان وهي قرية سكنية تابعة لبلدية محافظة أبو عريش جنوب غرب المملكة العربية السعودية، تبعد 10 كم باتجاه الجنوب من مدينة أبو عريش.

## الموقع
تقع قرية العروس في منطقة زراعية وسط محافظة جازان، تبعد عن مدينة أبو عريش التابعة لها حوالي 10 كيلومتر، وتبعد حوالي 40 كيلومترا بالاتجاه الشرقي من مدينة جازان، عند خط طول 42 درجة وخط العرض 16 درجة.

## انظر ايضاً
- القويعية
- البهاكله
- المصايدة

## وصلات خارجية
- بيانات المجلس البلدي من الأمانة العامة لشؤون المجالس البلدية.
- حصر الخدمات بالمدن والقرى بمنطقة جازان.
- دليل الخدمات بمنطقة جازان.
- مصلحة الإحصاءات العامة والمعلومات.